# Esqui alpino nos Jogos Olímpicos de Inverno de 2022 - Slalom feminino
A competição de slalom feminino nos Jogos Olímpicos de Inverno de 2022 foi disputada em 9 de fevereiro no Campo de Esqui Alpino de Xiaohaituo em Yanqing, Pequim.

## Medalhistas
| Ouro   | SVK Petra Vlhová          |
| Prata  | AUT Katharina Liensberger |
| Bronze | SUI Wendy Holdener        |

## Resultados
| Pos. | Bib | Atleta                          | País                     | Descida 1 | Pos. | Descida 2 | Pos. | Total   | Diferença |
| ---- | --- | ------------------------------- | ------------------------ | --------- | ---- | --------- | ---- | ------- | --------- |
| 01 ! | 2   | Petra Vlhová                    | SVK Eslováquia           | 52.89     | 8    | 52.09     | 1    | 1:44.98 | –         |
| 02 ! | 5   | Katharina Liensberger           | AUT Áustria              | 52.83     | 7    | 52.23     | 2    | 1:45.06 | +0.08     |
| 03 ! | 6   | Wendy Holdener                  | SUI Suíça                | 52.65     | 5    | 52.45     | 4    | 1:45.10 | +0.12     |
| 4    | 1   | Lena Dürr                       | GER Alemanha             | 52.17     | 1    | 53.00     | 9    | 1:45.17 | +0.19     |
| 5    | 17  | Andreja Slokar                  | SLO Eslovênia            | 52.64     | 4    | 52.56     | 5    | 1:45.20 | +0.22     |
| 6    | 4   | Michelle Gisin                  | SUI Suíça                | 52.20     | 2    | 53.38     | 18   | 1:45.58 | +0.60     |
| 7    | 16  | Camille Rast                    | SUI Suíça                | 53.35     | 9    | 52.40     | 3    | 1:45.75 | +0.77     |
| 8    | 13  | Paula Moltzan                   | USA Estados Unidos       | 52.79     | 6    | 53.39     | 20   | 1:46.18 | +1.20     |
| 9    | 3   | Anna Swenn-Larsson              | SWE Suécia               | 53.44     | 11   | 52.87     | 6    | 1:46.31 | +1.33     |
| 10   | 28  | Aline Danioth                   | SUI Suíça                | 53.66     | 13   | 52.98     | 8    | 1:46.64 | +1.66     |
| 11   | 14  | Ana Bucik                       | SLO Eslovênia            | 53.73     | 14   | 52.94     | 7    | 1:46.67 | +1.69     |
| 12   | 18  | Katharina Huber                 | AUT Áustria              | 53.54     | 12   | 53.38     | 18   | 1:46.92 | +1.94     |
| 13   | 11  | Martina Dubovská                | CZE República Checa      | 53.90     | 16   | 53.13     | 14   | 1:47.03 | +2.05     |
| 14   | 8   | Katharina Gallhuber             | AUT Áustria              | 53.40     | 10   | 53.93     | 25   | 1:47.33 | +2.35     |
| 15   | 25  | Thea Louise Stjernesund         | NOR Noruega              | 54.22     | 19   | 53.26     | 16   | 1:47.48 | +2.50     |
| 16   | 21  | Erin Mielzynski                 | CAN Canadá               | 53.93     | 17   | 53.59     | 22   | 1:47.52 | +2.54     |
| 17   | 9   | Laurence St. Germain            | CAN Canadá               | 54.51     | 22   | 53.06     | 10   | 1:47.57 | +2.59     |
| 18   | 29  | Emma Aicher                     | GER Alemanha             | 54.48     | 21   | 53.11     | 12   | 1:47.59 | +2.61     |
| 19   | 22  | Nastasia Noens                  | FRA França               | 54.68     | 24   | 53.18     | 15   | 1:47.86 | +2.88     |
| 20   | 45  | Maria Shkanova                  | BLR Bielorrússia         | 54.79     | 25   | 53.10     | 11   | 1:47.89 | +2.91     |
| 21   | 24  | Charlie Guest                   | GBR Grã-Bretanha         | 53.84     | 15   | 54.12     | 28   | 1:47.96 | +2.98     |
| 22   | 19  | Ali Nullmeyer                   | CAN Canadá               | 54.67     | 23   | 53.29     | 17   | 1:47.96 | +2.98     |
| 23   | 10  | Leona Popović                   | CRO Croácia              | 55.31     | 30   | 53.11     | 12   | 1:48.42 | +3.44     |
| 24   | 27  | Charlotta Säfvenberg            | SWE Suécia               | 55.25     | 27   | 53.45     | 21   | 1:48.70 | +3.72     |
| 25   | 36  | Zrinka Ljutić                   | CRO Croácia              | 55.03     | 26   | 53.88     | 23   | 1:48.91 | +3.93     |
| 26   | 40  | Katie Hensien                   | USA Estados Unidos       | 55.43     | 31   | 53.88     | 23   | 1:49.31 | +4.33     |
| 27   | 26  | Amelia Smart                    | CAN Canadá               | 55.26     | 28   | 54.06     | 26   | 1:49.32 | +4.34     |
| 28   | 32  | Elsa Fermbäck                   | SWE Suécia               | 55.26     | 28   | 54.07     | 27   | 1:49.33 | +4.35     |
| 29   | 46  | Anita Gulli                     | ITA Itália               | 55.46     | 32   | 54.32     | 29   | 1:49.78 | +4.80     |
| 30   | 33  | Lara Della Mea                  | ITA Itália               | 56.00     | 35   | 54.53     | 30   | 1:50.53 | +5.55     |
| 31   | 48  | Ekaterina Tkachenko             | ROC                      | 55.97     | 34   | 54.71     | 31   | 1:50.68 | +5.70     |
| 32   | 35  | Gabriela Capová                 | CZE República Checa      | 55.96     | 33   | 55.28     | 33   | 1:51.24 | +6.26     |
| 33   | 43  | Anastasia Gornostaeva           | ROC                      | 56.39     | 39   | 55.11     | 32   | 1:51.50 | +6.52     |
| 34   | 44  | AJ Hurt                         | USA Estados Unidos       | 56.68     | 40   | 55.51     | 34   | 1:52.19 | +7.21     |
| 35   | 47  | Sakurako Mukogawa               | JPN Japão                | 56.09     | 36   | 56.64     | 37   | 1:52.73 | +7.75     |
| 36   | 51  | Polina Melnikova                | ROC                      | 56.86     | 41   | 55.88     | 35   | 1:52.74 | +7.76     |
| 37   | 41  | Riikka Honkanen                 | FIN Finlândia            | 56.33     | 37   | 56.64     | 37   | 1:52.97 | +7.99     |
| 38   | 62  | Hólmfríður Dóra Friðgeirsdóttir | ISL Islândia             | 57.39     | 43   | 56.48     | 36   | 1:53.87 | +8.89     |
| 39   | 54  | Gim So-hui                      | KOR Coreia do Sul        | 57.31     | 42   | 56.80     | 39   | 1:54.11 | +9.13     |
| 40   | 55  | Zita Tóth                       | HUN Hungria              | 57.97     | 44   | 57.89     | 40   | 1:55.86 | +10.88    |
| 41   | 61  | Noa Szőllős                     | ISR Israel               | 58.21     | 45   | 59.13     | 41   | 1:57.34 | +12.36    |
| 42   | 65  | Nino Tsiklauri                  | GEO Geórgia              | 1:00.11   | 47   | 1:00.37   | 42   | 2:00.48 | +15.50    |
| 43   | 59  | Mialitiana Clerc                | MAD Madagascar           | 1:02.22   | 51   | 1:00.66   | 43   | 2:02.88 | +17.90    |
| 44   | 78  | Ornella Oettl                   | PER Peru                 | 1:03.25   | 53   | 1:01.34   | 44   | 2:04.59 | +19.61    |
| 45   | 71  | Esma Alić                       | BIH Bósnia e Herzegovina | 1:01.72   | 50   | 1:02.93   | 45   | 2:04.65 | +19.67    |
| 46   | 83  | Manon Ouaiss                    | LBN Líbano               | 1:02.69   | 52   | 1:02.96   | 46   | 2:05.65 | +20.67    |
| 47   | 80  | Kong Fanying                    | CHN China                | 1:05.97   | 54   | 1:05.98   | 47   | 2:11.95 | +26.97    |
| 48   | 75  | Tess Arbez                      | IRL Irlanda              | 1:07.83   | 55   | 1:06.78   | 48   | 2:14.61 | +29.63    |
| 49   | 82  | Özlem Çarıkçıoğlu               | TUR Turquia              | 1:09.45   | 56   | 1:09.47   | 49   | 2:18.92 | +33.94    |
| 50   | 88  | Lee Wen-yi                      | TPE Taipé Chinês         | 1:36.49   | 58   | 1:09.55   | 50   | 2:46.04 | +1:01.06  |
| 67   | 12  | Sara Hector                     | SWE Suécia               | 52.29     | 3    | DNF       | —    | —       | —         |
| 67   | 20  | Mina Fürst Holtmann             | NOR Noruega              | 54.19     | 18   | DNF       | —    | —       | —         |
| 67   | 31  | Federica Brignone               | ITA Itália               | 54.41     | 20   | DNF       | —    | —       | —         |
| 67   | 50  | Elese Sommerová                 | CZE República Checa      | 56.38     | 38   | DNF       | —    | —       | —         |
| 67   | 64  | Vanina Guerillot                | POR Portugal             | 59.45     | 46   | DNF       | —    | —       | —         |
| 67   | 68  | Liene Bondare                   | LAT Letônia              | 1:00.45   | 48   | DNF       | —    | —       | —         |
| 67   | 66  | Eva Vukadinova                  | BUL Bulgária             | 1:01.71   | 49   | DNF       | —    | —       | —         |
| 67   | 81  | Atefeh Ahmadi                   | IRI Irã                  | 1:11.88   | 57   | DNF       | —    | —       | —         |
| 67   | 7   | Mikaela Shiffrin                | USA Estados Unidos       | DNF       | —    | —         | —    | —       | —         |
| 67   | 15  | Katharina Truppe                | AUT Áustria              | DNF       | —    | —         | —    | —       | —         |
| 67   | 23  | Maria Therese Tviberg           | NOR Noruega              | DNF       | —    | —         | —    | —       | —         |
| 67   | 30  | Neja Dvornik                    | SLO Eslovênia            | DNF       | —    | —         | —    | —       | —         |
| 67   | 34  | Meta Hrovat                     | SLO Eslovênia            | DNF       | —    | —         | —    | —       | —         |
| 67   | 37  | Asa Ando                        | JPN Japão                | DNF       | —    | —         | —    | —       | —         |
| 67   | 38  | Rosa Pohjolainen                | FIN Finlândia            | DNF       | —    | —         | —    | —       | —         |
| 67   | 39  | Alex Tilley                     | GBR Grã-Bretanha         | DNF       | —    | —         | —    | —       | —         |
| 67   | 42  | Andrea Komšić                   | CRO Croácia              | DNF       | —    | —         | —    | —       | —         |
| 67   | 49  | Kaitlyn Vesterstein             | EST Estônia              | DNF       | —    | —         | —    | —       | —         |
| 67   | 52  | Magdalena Łuczak                | POL Polônia              | DNF       | —    | —         | —    | —       | —         |
| 67   | 53  | Kathryn Parker                  | AUS Austrália            | DNF       | —    | —         | —    | —       | —         |
| 67   | 56  | Kang Young-seo                  | KOR Coreia do Sul        | DNF       | —    | —         | —    | —       | —         |
| 67   | 57  | Erika Pykäläinen                | FIN Finlândia            | DNF       | —    | —         | —    | —       | —         |
| 67   | 58  | Francesca Baruzzi               | ARG Argentina            | DNF       | —    | —         | —    | —       | —         |
| 67   | 60  | Zuzanna Czapska                 | POL Polônia              | DNF       | —    | —         | —    | —       | —         |
| 67   | 63  | Rebeka Jančová                  | SVK Eslováquia           | DNF       | —    | —         | —    | —       | —         |
| 67   | 67  | Gwyneth ten Raa                 | LUX Luxemburgo           | DNF       | —    | —         | —    | —       | —         |
| 67   | 69  | Maria-Eleni Tsiovolou           | GRE Grécia               | DNF       | —    | —         | —    | —       | —         |
| 67   | 70  | Mida Fah Jaiman                 | THA Tailândia            | DNF       | —    | —         | —    | —       | —         |
| 67   | 72  | Aruwin Salehhuddin              | MAS Malásia              | DNF       | —    | —         | —    | —       | —         |
| 67   | 73  | Emilia Aramburo                 | CHI Chile                | DNF       | —    | —         | —    | —       | —         |
| 67   | 74  | Anastasiya Shepilenko           | UKR Ucrânia              | DNF       | —    | —         | —    | —       | —         |
| 67   | 76  | Ni Yueming                      | CHN China                | DNF       | —    | —         | —    | —       | —         |
| 67   | 77  | Jelena Vujičić                  | MNE Montenegro           | DNF       | —    | —         | —    | —       | —         |
| 67   | 79  | Maria Constantin                | ROU Romênia              | DNF       | —    | —         | —    | —       | —         |
| 67   | 84  | Gabija Šinkūnaitė               | LTU Lituânia             | DNF       | —    | —         | —    | —       | —         |
| 67   | 85  | Alexandra Troitskaya            | KAZ Cazaquistão          | DNF       | —    | —         | —    | —       | —         |
| 67   | 86  | Audrey King                     | HKG Hong Kong            | DNF       | —    | —         | —    | —       | —         |
| 67   | 87  | Anna Torsani                    | SMR San Marino           | DNF       | —    | —         | —    | —       | —         |

Legenda
| Recorde mundial      | Recorde mundial (World record)               |                       | Recorde africano                      | Recorde africano (African) |                                           | Q | Classificado por posição (Qualified) |
| Recorde olímpico     | Recorde olímpico (Olympic record)            | Recorde da América    | Recorde da América (Americas)         | q                          | Classificado por melhor tempo (Qualified) |   |                                      |
| Melhor marca do ano  | Melhor marca do ano (World leading)          | Recorde asiático      | Recorde asiático (Asian)              | DNS                        | Não largou (Did not start)                |   |                                      |
| Recorde nacional     | Recorde nacional (National record)           | Recorde europeu       | Recorde europeu (European)            | DNF                        | Não terminou (Did not finish)             |   |                                      |
| Recorde pessoal      | Recorde pessoal do atleta (Personal best)    | Recorde da Oceania    | Recorde da Oceania (Oceania)          | DSQ / DQ                   | Desclassificado (Disqualified)            |   |                                      |
| Recorde da temporada | Recorde da temporada do atleta (Season best) | Recorde sul-americano | Recorde sul-americano (South America) | NM                         | Sem marca (No mark)                       |   |                                      |